# Zenki

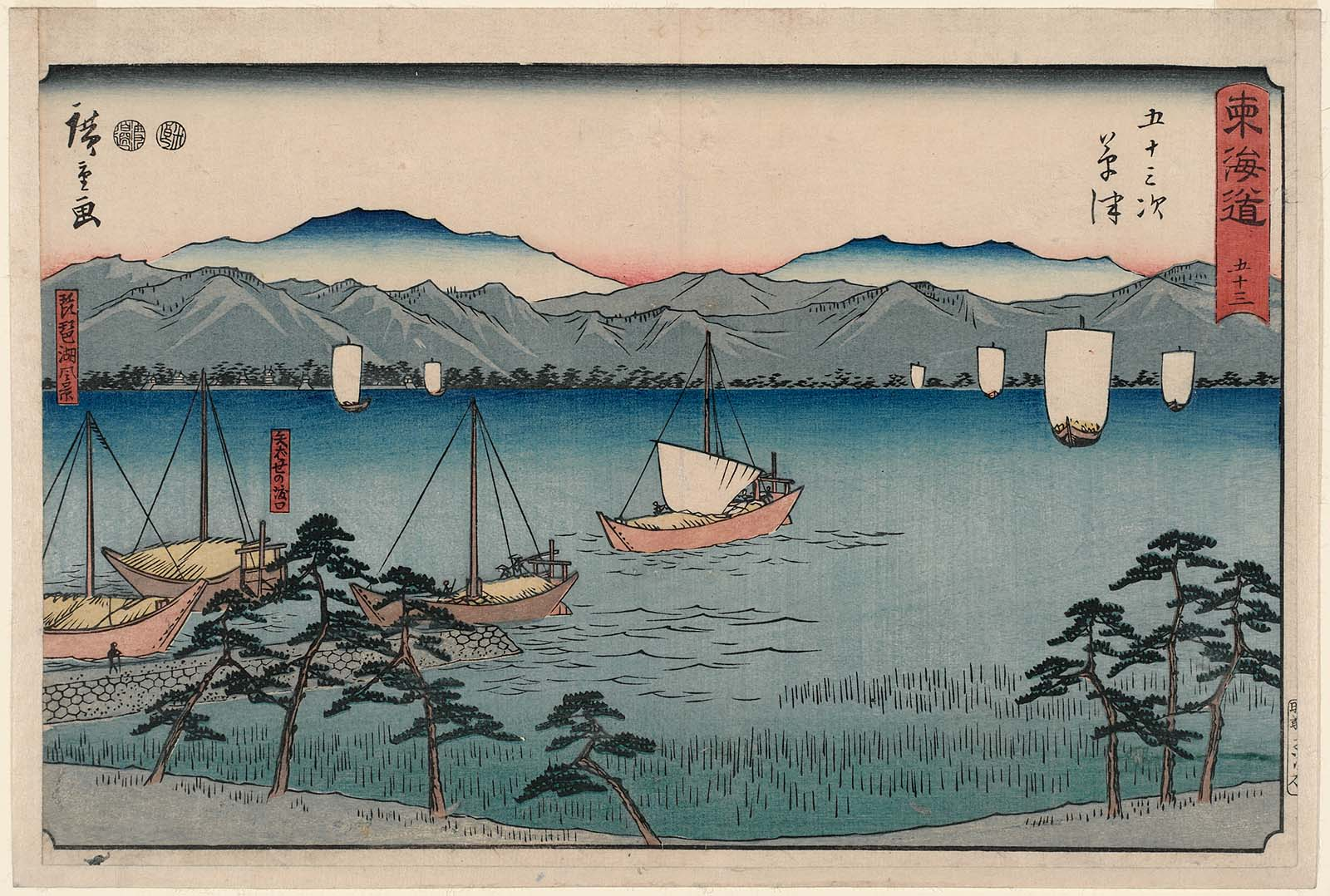
Estampe par Hiroshige du lac Biwa, proche de Kyôtô où prêcha Dôgen, avec l'allégorie du bateau, utilisée dans Zenki.

Zenki (全機) « Procès total » est la transcription d'un discours prononcé en 1242 par Dôgen, fondateur de l'école du Zen Sôtô au Japon. Il fait partie de son œuvre majeure, le Shôbôgenzô, recueil de prédications à propos de différents aspects de la pratique du bouddhisme chan (zen). Ce discours a, dans le Shôbôgenzô, la particularité d'avoir été prononcé devant des laïcs, dans la résidence d'un seigneur de guerre, et non pas pour un auditoire de moines. Dans ce texte court, Dôgen y présente principalement la non-dualité, à travers l'allégorie du bateau et avec le couple naissance / mort.

## Titre
Zenki est un mot sino-japonais composé de deux sinogrammes : 全 zen (intégrité, plénitude) et 機 ki.
Charles Vacher traduit 機 ki par instantanéité, introduisant alors dans Zenki l'idée de « la nature entière, la nature instantanée », pour traduire le titre par « Chaque instant est un instant de plénitude ». Par contre, Yoko Orimo interprète 機 ki par tisser en tant que verbe et par  "système, fonction, machine..." en tant que substantif, ce qui lui suggère la traduction de Zenki par "Totalité dynamique", et Pierre Nakimovitch est sur la même voie en traduisant par Procès total.
Cette différence est soulignée par Charles Vacher qui considère que Dôgen exprime  où Yoko Orimoet Pierre Nakimovitch voient « la totalité dynamique ». Ces deux lectures du second caractère 機 ki, correspondent aussi à deux interprétations du texte légèrement différentes, l'une totalement immanentiste, l'autre prenant en compte également une dimension plus dynamique.

## Présentation
Cas particulier dans le Shôbôgenzô, Zenki est la transcription d'un discours prononcé non pas devant une communauté de moines, mais devant un auditoire de laïcs et de guerriers, dans la résidence d'un seigneur de guerre. Prononcé en 1242, c'est l'un des textes les plus courts du Shôbôgenzô, « court et limpide ».
Zenki, le 22° texte du Shôbôgenzô, doit être considéré en rapport avec Tsuki, (la lune ou la Réflexion, le 23°), composé 20 jours plus tard. Les deux textes , tout en étant parfaitement autonomes, constitueraient cependant les deux faces d'une même médaille, illustrant et confirmant ainsi la lecture que fait Yoko Orimo du thème de la non-dualité selon Dôgen, tel qu'il l'évoque dans Zenki.

## Enseignement

### Le navire, allégorie de l'être
Dôgen met en scène (voir encadré) un bateau et ses bateliers, dans le cadre probablement d'une navigation lacustre, de celles qu'on peut observer sur le lac Biwa (voir l'estampe de Hiroshige), figure souvent utilisée dans la poésie japonaise, dans la région de Kyôtô. Le bouddhisme utilise fréquemment de telles allégories mettant en scène un bateau. Dans Zenki, il s'agit en fait d'un voyage dans l'instant présent, et Dôgen invite son auditoire à réfléchir sur ce qui s'opère à cet instant.
« Étudiez cet instant avec application. Cet instant est celui où le monde entier et le bateau sont un seul et même monde. Tout - le ciel, l'eau, le rivage, le bateau - est un seul et même moment ».
Le bateau symbolise la vie, nous sommes les bateliers, et c'est notre montée à bord qui nous fait exister, en même temps que le bateau. Agissant à propos, nous remplissons notre rôle, et formons avec le bateau un ensemble pleinement efficient. Bateau et bateliers sont identifiés à la vie, et ne font qu'un. Dans cette allégorie, Dôgen unifie trois éléments : l'activité (le bateau, les bateliers) - la nature entière (le ciel, le lac, les rives) - l'instant universel (le moment), comme une synthèse du particulier et de l'universel.
Yoko Orimo souligne que cette allégorie exprime elle aussi le non-dualisme, dans l'unité du moi et du bateau.
Charles Vacher indique également que, compte-tenu de l'auditoire de ce sermon, probablement des laïcs et des guerriers, une lecture politique peut en avoir été faite, bien que Dôgen ait gardé ses distances par rapport au monde politique. Une telle interprétation a d'ailleurs été reprise plus tard par l'un de ses successeurs,  Yasutani Hakuun (1885-1973), pour présenter Dôgen comme un défenseur du système impérial.

### Non-dualité et instant présent
Dôgen traite de la notion bouddhique de la non-dualité, à partir également de l'exemple du couple naissance (vie) / mort. Dans la vision bouddhique, c'est la création du moi plongé dans l'ignorance qui est l'obstacle sur la Voie, dans laquelle la subjectivité n'a pas sa place. La pensée et le langage fonctionnent sur un mode binaire, créant le monde conventionnel avec ses couples de contraires. Nirvana et samsara représentent une dualité mais sont cependant unis dans la grande Voie et ces couples de contraires permettent de passer du monde conventionnel au monde réel.
- Selon Charles Vacher, (2011), la vérité ultime est l'unité des contraires[14]. Naissance et mort sont unies dans un rapport de négation mutuelle, ne désignent donc rien[15], et sont en réalité simultanées dans une temporalité absolue qui est l'instant présent[16]. L'instant présent n'est alors autre que la nature indivise qui se passe de la médiation du moi : « l'événement est monde et le monde est l'événement[14] ».

- Selon Yoko Orimo, guide, (2014), par contre, cette présentation d'une non-dualité signifiant l'unité des contraires, purement immanentiste, caractérisée par une survalorisation de l'instant présent, sans dimension historique, est trop superficielle[17]. À partir d'une analyse sémantique et philologique différente, Yoko Orimo propose une lecture du texte selon laquelle les contraires se trouvent dans une « altérité réflexive »[18] comme le recto et le verso d'une feuille de papier. D'autre part, dans son interprétation de la métaphore du bateau développée par Dôgen[19], elle fait intervenir une médiation pour placer la réalisation qui paraît immédiate dans un mouvement historique[20].

Il y a donc deux interprétations du sens de Zenki,
- l'une "immanentiste'" :« Dans la vie immédiate, nous percevons chacun des moments qui se succèdent comme étant le seul, sans précédent. Comme la nature est une et entière et notre "corps véritable", nous-même existons instant après instant, sans continuité. Nous naissons et nous mourrons à chaque instant[21] »,
- et l'autre considérant un "sujet en devenir" qui « ne peut voir le devenir du temps dans sa vérité puisque le sujet qui doit voir le temps est absolument identique au temps, son objet à voir[20]. »

qui correspondent aussi à deux traductions du même passage du Zenki : 
- « ainsi peut-on dire que la vie, c'est la vie en nous, que nous c'est nous dans la vie[23] »,

- et « la vie, c'est le moi qui la fait naître, et c'est la vie qui fait du moi ce que je suis[19] ».

Ces deux interprétations correspondent en fait l'une à la vérité ultime, l'autre au monde conventionnel, et Charles Vacher cite Lilian Silburn (voir encadré) qui suggère que ces interprétations correspondent à Nirvana et Samsara, deux niveaux de connaissance, comme les recto et verso d'une feuille de papier qu'évoque Yoko Orimo. Cette dualité fait passer d'un monde à l'autre, et conduit au silence car « c'est seulement avec la fin des mots qu'on accède au réel dans la non-dualité. »